# Palheta

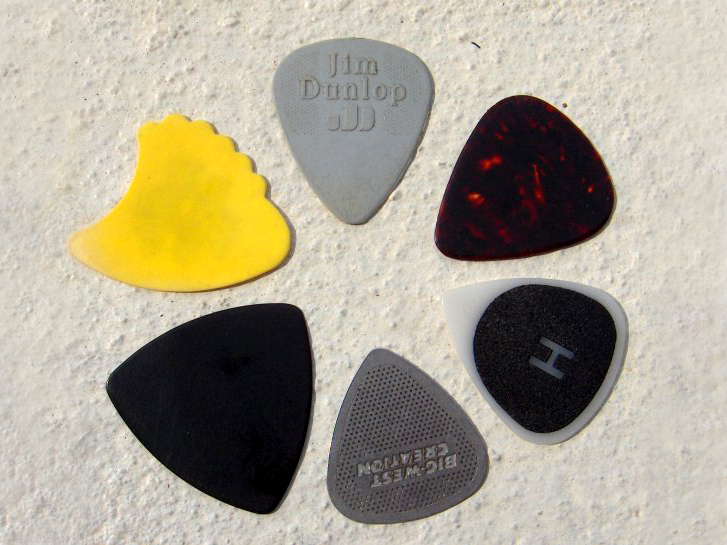
Palhetas.

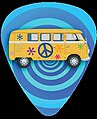
Uma palheta com desenho de uma Volkswagen Kombi.

A palheta ou plectro é um pequeno objeto de formato vagamente triangular, utilizado para pinçar as cordas de instrumentos musicais como o bandolim, cavaco, contrabaixo elétrico ou guitarra. Existem diversos formatos, materiais e espessuras. Os três materiais mais utilizados são: casco de tartaruga (não mais comercializadas por danos ambientais), plástico e metal. Além do formato triangular, segurada entre polegar e indicador, existem palhetas denominadas "dedeiras", encaixadas no polegar do músico. Este tipo de plectro é comum na execução do violão de sete cordas no âmbito do Choro e Samba, ou mesmo na execução da guitarra portuguesa. Outra variação é o banchi, plectro usado na execução do shamisen, ou até mesmo o "saltador" do cravo (onde o plectro é controlado pelo mecanismo interno do instrumento).
A palheta é capaz de produzir timbres distintos dependendo de suas características. As mais espessas (cerca 1.0 mm em diante) de polímero produzem um som mais "escuro", ou "aveludado", em função de seu maior contato com a corda atenuar (i.e. abafar) as frequências agudas do espectro sonoro. As menos espessas (geralmente de 0.7 mm), ao contrário, produzem um timbre mais "brilhante", por vezes usadas em instrumentos acompanhadores (e.g. violão, cavaco). Vale salientar que a escolha da palheta varia conforme o gênero musical, a técnica do executante, bem como o gosto pessoal.